# Igüerri
Igüerri – miejscowość w Hiszpanii, w Katalonii, w prowincji Lleida, w comarce Alta Ribagorça, w gminie El Pont de Suert.
Według danych opublikowanych przez Institut d’Estadística de Catalunya w 2020 roku liczyła 8 mieszkańców – 5 mężczyzn i 3 kobiety. Liczba mieszkańców w poprzednich latach: 8 (2008), 8 (2009), 10 (2014), 9 (2015), 9 (2019).

## Galeria

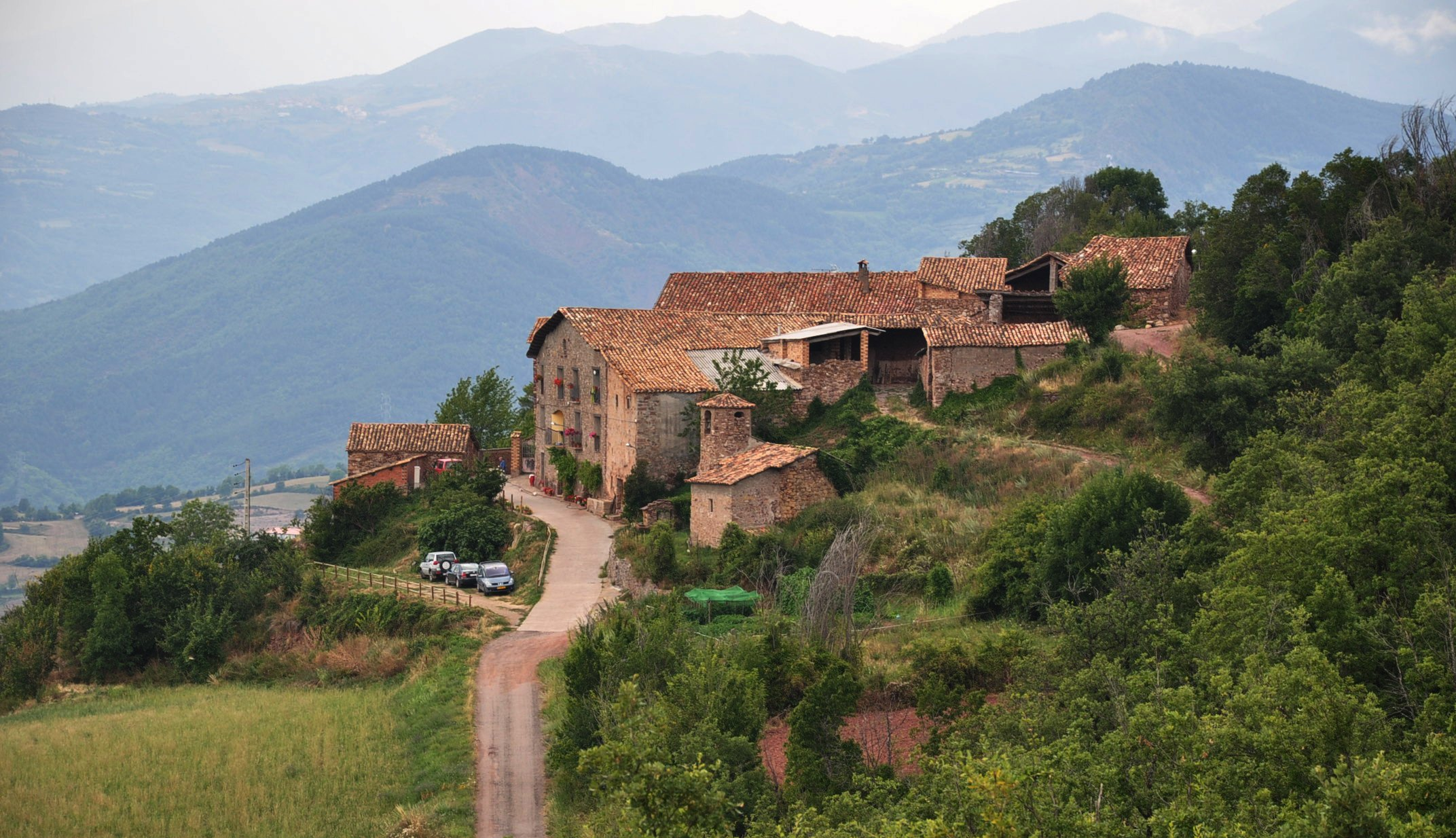
Igüerri
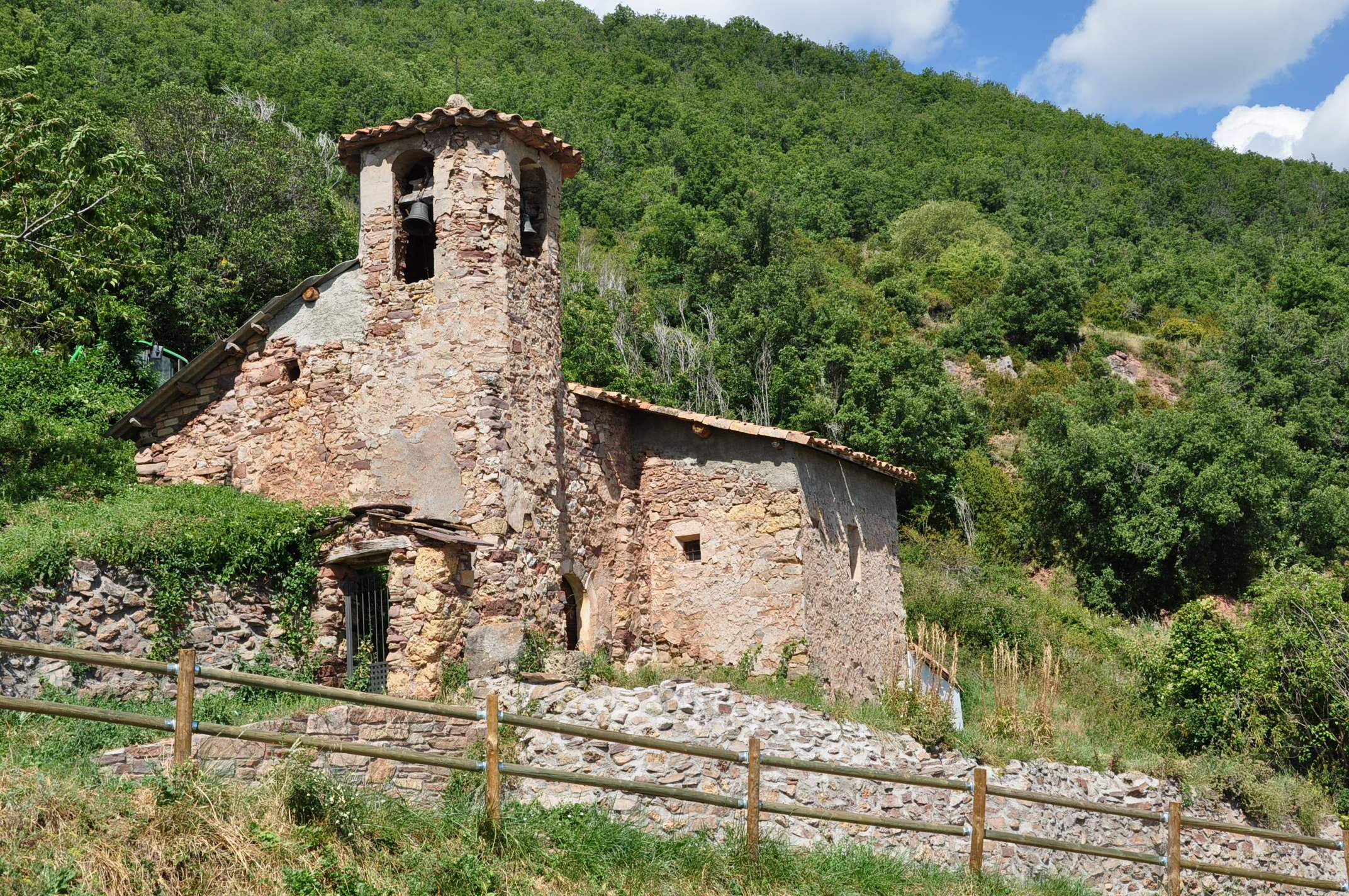
Kościół Świętego Szczepana
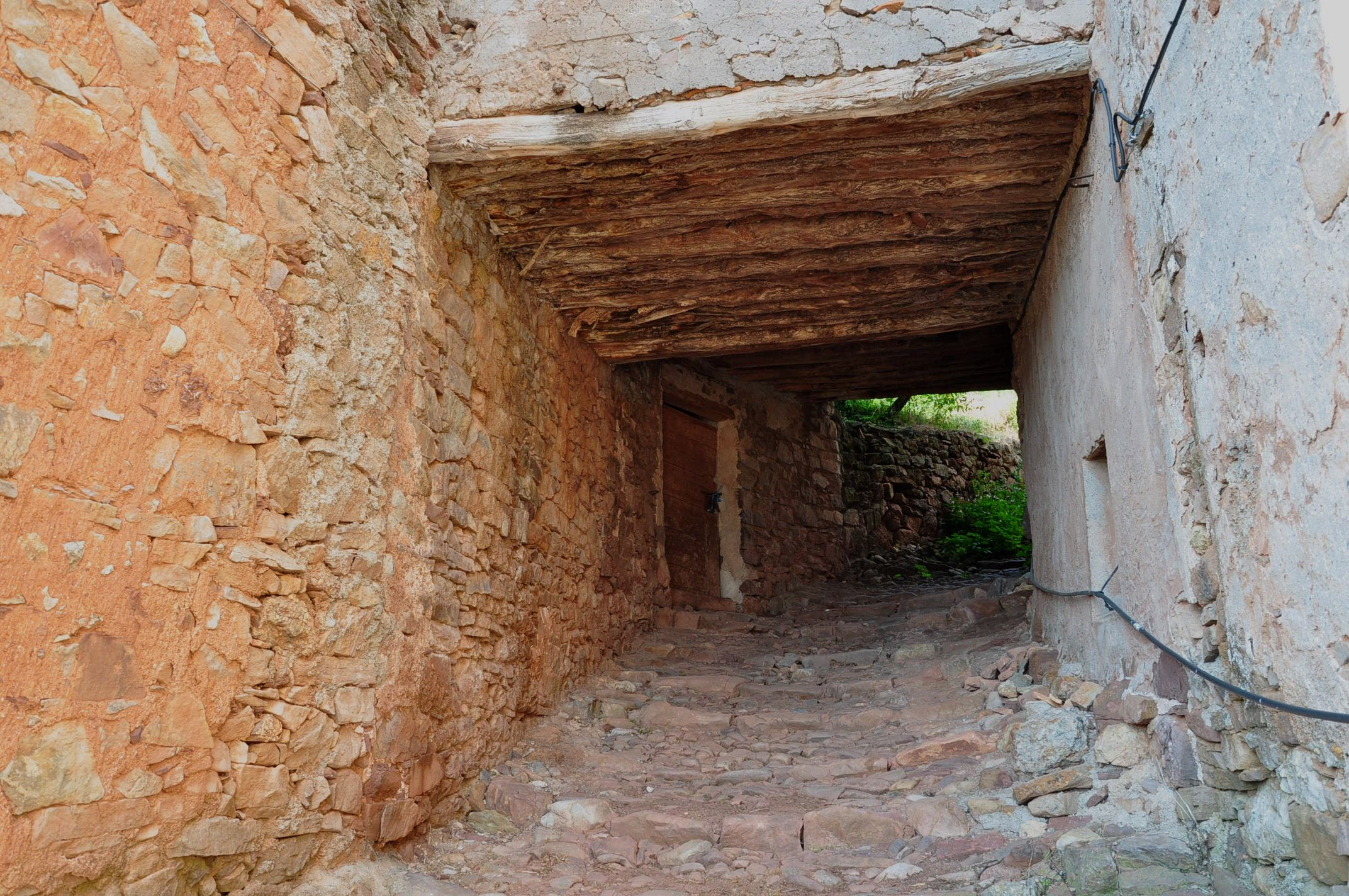
Kryta ulica w Igüerri
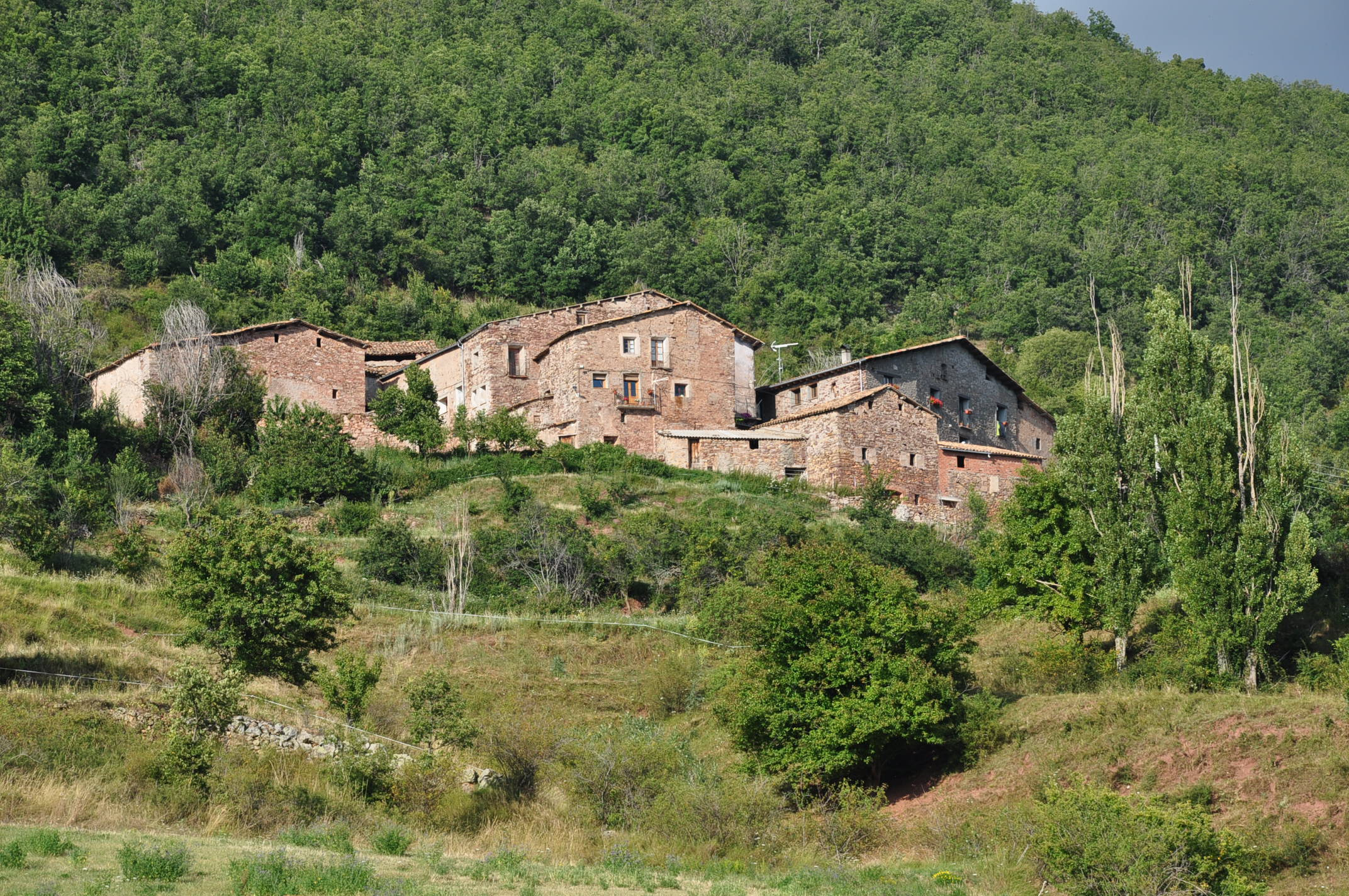
Igüerri